# Alonso Rodríguez (futbolista)
Alonso Alberto Rodríguez Vivas (Bogotá, Cundinamarca, Colombia; 20 de mayo de 1944-ib., 1 de noviembre de 2017) fue un futbolista y entrenador colombiano que se desempeñó como defensor y jugó en Independiente Santa Fe, Deportivo Pereira, y en el Deportes Quindío. Rodríguez es considerado uno de los mejores defensores de la historia de Independiente Santa Fe, club del cual él se consideró hincha, y con el que ganó dos títulos de campeón del Fútbol Profesional Colombiano en 1966 y en 1975. También, fue entrenador de Santa Fe varias veces, del Deportivo Pereira y del Deportes Quindío; los equipos donde estuvo como jugador.

## Trayectoria

### Inicios
Alonso «Cachaco» Rodríguez nació en el barrio Ricaurte en el centro de la ciudad de Bogotá, la capital de Colombia. En las canchas de su barrio, empezó a jugar al fútbol y a la edad de 16 años entró a las divisiones inferiores de Independiente Santa Fe, club del cual él y su familia eran hinchas. En las inferiores de Santa Fe, jugó por unos años hasta que el entrenador argentino Juan Montero lo vio jugar y lo subió a la nómina profesional.

### Independiente Santa Fe
Tras jugar en las divisiones inferiores por unos años, Alonso debutó como profesional en un partido amistoso de Santa Fe contra el Sport Boys de Perú en 1964. En 1965, llegó a la dirección técnica del equipo cardenal el antioqueño Gabriel «El Médico» Ochoa Uribe, y Alonso empieza a tener más minutos. Un año después, en 1966; Independiente Santa Fe gana el cuarto título de su historia y Alonso jugó varios partidos de buena manera, y destaca en una nómina con grandes jugadores como los colombianos Carlos Rodríguez, Carlos «Copetín» Aponte, Alfonso Cañón y Delio «Maravilla» Gamboa; además del brasileño Walter Moraes «Waltinho» y del argentino Omar Lorenzo Devanni. La etapa de Alonso en Santa Fe, sería hasta mediados del año 1968, cuándo después de haber sido campeón se fue a jugar al Deportes Quindío.

### Deportes Quindío
Después de haber tenido una exitosa etapa en Independiente Santa Fe, Alonso se fue a jugar al Deportes Quindío en el segundo semestre de 1968. Su etapa en el equipo «Cuyabro» fue corta, ya que jugó nada más por seis meses; y a principios de 1969 se fue a jugar al Deportivo Pereira. 

### Deportivo Pereira
Luego de haber jugado en el Quindío por un semestre, a principios de 1969; Rodríguez se fue a jugar al Deportivo Pereira. En su primer año en el equipo de «La Perla del Otún», jugó varios partidos y demostró sus muy buenas condiciones. Entre 1970 y 1973, Rodríguez fue uno de los jugadores más destacados del Deportivo Pereira, donde tuvo grandes partidos y donde fue el capitán. Con el Pereira, Alonso jugó 239 partidos y marcó 3 goles.

### Regreso a Santa Fe
Después de haber jugado cinco años en equipos de la región cafetera de Colombia, donde fue figura del Deportivo Pereira; Alonso regresó a su natal Bogotá, para jugar nuevamente en Independiente Santa Fe a mediados de 1973. En el primer semestre desde su regreso, jugó algunos partidos. En 1974, se convirtió en titular y jugó varios partidos. En 1975, Alonso ganaría su segundo título como profesional, cuándo fue uno de los mejores jugadores de Independiente Santa Fe cuando este se coronó campeón del Fútbol Profesional Colombiano por sexta (6) vez en su historia. En ese año, Rodríguez fue uno de los más destacados en una nómina con muy buenos jugadores como Alfonso Cañón, Ernesto «Teto» Díaz, Héctor Javier Céspedes, Moisés Pachón, Juan Carlos «Nene» Sarnari y Carlos Alberto Pandolfi. Así, Rodríguez entró en la historia del equipo cardenal; y se convirtió en un jugador querido por la hinchada. Al año siguiente, en 1976; Alonso jugaría varios partidos de la Copa Libertadores entre el que destaca un Clásico bogotano contra Millonarios. Alonso siguió jugando con Santa Fe hasta finales de 1977, cuándo después de haber sido campeón, figura y un jugador querido por la hinchada se retiró del fútbol profesional.

### Carrera como entrenador
Alonso Rodríguez fue técnico de los tres equipos en los que destacó como jugador Santa Fe, Pereira y Quindío. Como técnico de Santa Fe, estuvo tres veces. La más destacada, fue entre 1979 y 1981, cuando llevó al equipo hasta el subcampeonato en 1979 y a la Copa Libertadores en 1980. Con el Deportes Quindío, estuvo una campaña en 1982. Cuándo Rodríguez fue entrenador del Deportivo Pereira, tuvo una buena campaña y llevó al equipo hasta las finales de 1988. 

## Clubes
| Club                        | País     | Año                   |
| --------------------------- | -------- | --------------------- |
| Club Independiente Santa Fe | Colombia | 1964-1968 y 1973-1978 |
| Deportes Quindío            | Colombia | 1968                  |
| Deportivo Pereira           | Colombia | 1970-1973             |

Alonso «Cachaco» Rodríguez estuvo en los mismos equipos como jugador y como entrenador.

## Palmarés

### Campeonatos nacionales
| Título           | Club     | País     | Año  |
| ---------------- | -------- | -------- | ---- |
| Primera División | Santa Fe | Colombia | 1966 |
| Primera División | Santa Fe | Colombia | 1975 |